# Herrera de Pisuerga (kommunhuvudort)
Herrera de Pisuerga är en kommunhuvudort i Spanien.   Den ligger i provinsen Provincia de Palencia och regionen Kastilien och Leon, i den norra delen av landet, 250 km norr om huvudstaden Madrid. Herrera de Pisuerga ligger 849 meter över havet och antalet invånare är 2 440.
Terrängen runt Herrera de Pisuerga är huvudsakligen platt, men åt nordost är den kuperad. Runt Herrera de Pisuerga är det mycket glesbefolkat, med 3 invånare per kvadratkilometer. Herrera de Pisuerga är det största samhället i trakten. Trakten runt Herrera de Pisuerga består till största delen av jordbruksmark.